# Optische rotatiedispersie
Optische rotatiedispersie, ook wel optische draaiingdispersie of kortweg ORD, is het verschijnsel waarbij de optische draaiing afhangt van de golflengte. Alle materialen veranderen de draaiing van gepolariseerde elektromagnetische straling. De draaiing hangt ook af van de golflengte of frequentie van de straling die door het materiaal gaat. Hoe korter de golflengte, des te meer de straling zal geroteerd worden.

## Bepaling van absolute configuratie van chirale moleculen
Over het algemeen zijn chirale moleculen optisch actief: ze buigen gepolariseerd licht. ORD kan gebruikt worden om de absolute configuratie van een chiraal molecule te bepalen.